# Borrida
La borrida (en occità és una especialitat culinària del litoral mediterrani occità de Tolon, Agde, Seta, de la Camarga fins a l'estany de Grussan. És un plat veí de la bolhabaissa.
A Mallorca la borrida o bacallà amb borrida i avorrida de bacallà és un ofegat de bacallà amb patates i amb una salsa de ceba forastera, alls, tomata, julivert, farina, pebre bo i pebre bord.

## Ingredients
Es prepara amb peixos blancs: mújol, verat, llobarro, llucet i rap, i marisc, que s'estuben. En acabat dins el fumet es cou en una brunesa de llegums (api, porros, pastanagues, cebes, etc. El mateix fumet s'allarga en un allioli o una maionesa d'oli d'oliva que cobreix els peixos i les verdures. El tot se serveix a taula acompanyat de crostons engradallats.

## Etimologia
El seu nom en occità sembla venir del verb bolir/borir ("bollir").

## La Borrida de Baudròi (de Seta, Occitània)
- Aicí i’amai un plat de Seta
- Famós, mès un pauc complicat;
- Per qu’intre dins vòstre sicap;
- Escotatz ben ma liçoneta:

- Prenètz dau peis a proporcion
- De tres quart de liura per tèsta,
- Ros, coeta lònga, e, sans façon,
- Pelats, voidats.
- Lo fetge rèsta.

- Pòrres, èrbas a volontat,
- Grelhs d'api, cebas ben achadas,
- Lo peis a morcilhs decopat,
- Aquí vòstra caiçarolada.

- D'òli, metètz un rag a fons,
- Un jaç de peis, un jaç d'èrba,
- Pauc de sau, de pebre a borron,
- D'alhs escrachats, lo fetge en sèrva.

- D'aiga que cobrigue lo tot,
- Puòi fuòc, que per dessús s'enauça;
- Mantenètz lo bolh jusc’au bot
- Dau temps qu’alestissètz la saussa.

- Ambe quauques vesenhas d'alhs
- Dins lo mortièr montatz d'alhòli;
- Cau que la saussa tengue als talhs,
- Tanben ie planiguetz pas l'òli.

- Quand lo fetge es cuòch, lo tiratz,
- Dessarcissètz dins una sieta,
- Amb un pauc d'òli, lo montatz:
- Es çò milhor de la recèpta.

- Tanlèu qu’es freg, doçament,
- Dins lo mortièr que se desòla,
- Mesclatz lo fetge ambe l'alhet
- Puòi, retiratz la caiçaròla.

- Prenètz de jus çò que vos cau
- Per que la saussa s'espessigue,
- Dins lo mortièr, pauc après pauc,
- Montatz, jusc'a que se rampligue.

- Un amic vos ten lo mortièr:
- zo, remenatz la caiçaròla !
- Cau que chaca talhon entièr
- Pòrta sa saussa tròn de muòla!…

- Après, s'avètz bon apetís
- Vos creiretz au Paradís.[5]